# Дитрих (Майсен)
Вижте пояснителната страница за други личности с името Дитрих.
Дитрих I, наричан Угнетения (на немски: Dietrich I von Meißen, der Bedrängte, * 1162, † 18 февруари 1221) от род Ветини е маркграф на Майсен през 1198–1221 г. и от 1210 г. като Дитрих III маркграф на Лужица.
Той е вторият син на маркграф на Ото II Богатия от Майсен (1125 – 1190) и Хедвиг (1140 – 1203), дъщеря на маркграф Албрехт I Мечката (1100 – 1170) от Бранденбург от фамилията Аскани и на София фон Винценбург (1105 – 1160). По желание на майка му Ото поставя за свой наследник на маркграфството по-малкия си син Дитрих. Тогава по-големият му брат Албрехт I (1158 – 1195) затваря заради това баща си, но трябва да го освободи обаче отново по заповед на Фридрих I Барбароса и го последва на трона в Майсен през 1190 г.
През 1189 г. Дитрих отива с войската на император Фридрих I Барбароса в Третия кръстоносен поход. Той се връща през 1191 г., след което започва борба с брат си за бащиното наследство. Дитрих преприема поклоническо пътуване през 1195 г. до Палестина. През 1197 г. Дитрих се жени за Юта Тюрингска (* 1184, † 1235), дъщеря на ландграф Херман I от Тюрингия от род Лудовинги.
След смъртта на брат му Албрехт през 1195 г. император Хайнрих VI си присвоява Майсен и неговите богати мини. През 1197 г. след смъртта на Хайнрих VI той взема своето наследство обратно. Крал Филип Швабски му дава отново Маркграфство Майсен. Оттогава Дитрих е на страната на Хоенщауфените.
Дитрих умира през 1221 г. и е погребан в домашния манастир на Ветините в Алтцела. Последван е от малолетния му син Хайнрих III. Вдовицата му Юта се омъжва 1223 г. за граф Попо VII фон Хенеберг († 1245).

## Деца
Дитрих има с Юта децата:
- Хедвиг († 1249), ∞ Детрих IV от Клеве (* 1185, † 1260)
- Ото († пр. 1215)
- София († 1280), ∞ граф Хайнрих III фон Хенеберг-Шлоьзинген († 1262)
- Юта
- Хайнрих III Светлейший (* 1218, † 1288), маркграф

Той има и извънбрачните синове:
- Конрад, монах в манастир Петерсберг в Ерфурт
- Дитрих (* 1190, † 1272), епископ на Наумбург (1242 – 1272)
- Хайнрих († 1259), домпропст в Майсен